# Just Riadh
Just Riadh, ou simplement appelé Riadh, de son nom complet Riadh Belaïche (en arabe : رياض بلعيش), né le 3 juillet 1998 à Sidi Bel Abbès en Algérie, est un vidéaste web, influenceur, humoriste et acteur franco-algérien.
Après une participation à la vidéo Saïd & Paul : Les Gens sur Twitter de Paul Darbos et Saïd Bengriche sur YouTube, il se fait connaître en publiant des vidéos humoristiques sur le réseau social Instagram en 2017.
En parallèle de sa carrière d’influenceur, en 2023, il obtient le premier rôle dans le film À la belle étoile en incarnant le chef pâtissier français Yazid Ichemrahen.

## Biographie

### Origines et enfance
Né dans la Wilaya de Sidi Bel Abbès en Algérie, Riadh arrive à l'âge de huit ans en France avec sa famille à Drancy, puis partent ensuite s'installer à Magny-le-Hongre, en Seine-et-Marne. Jeune, il aspirait à une carrière de footballeur.

### Débuts sur Internet
À l’adolescence, aimant bien faire rire son entourage, il commence à poster des vidéos humoristiques sur Internet sous le pseudonyme de riadhtheone,.
À 18 ans, il collabore pour la première fois avec d'autres vidéastes en participant à la vidéo humoristique Saïd et Paul : Les Gens sur Twitter pour la chaîne commune de Paul Darbos, un influenceur, et Saïd Bengriche, tournée au YouTube Space Paris et publiée le 17 mars 2017 sur la plateforme YouTube.
Encore étudiant en parallèle, il obtient son bac, entame un BTS en négociation relations clients en alternance et arrête ses études le lendemain de son entrée pour prendre une année sabbatique.
Il fait à nouveau des vidéos avec des amis pour s’amuser, l’un d’entre eux en poste une sur Facebook, qui atteint des millions de vues,. Ses premiers succès arrivent lorsqu'il repère de courtes vidéos sur Instagram, les télécharge et les commente. Visionnées des millions de fois, en novembre 2017, le rappeur Booba partage l’une d’entre elles sur son compte Instagram,.

### Carrière et collaborations
Le 22 mai 2019, il est invité par Instagram avec le collectif Smile, dont il fait partie, composé de plusieurs influenceurs, au Festival de Cannes 2019, avec pour seule consigne de laisser libre cours à leur imagination. Ils montent alors un canular avec une jeune femme en la faisant passer pour une fausse célébrité entourée de gardes du corps sur la Croisette.
Le 4 juin 2019, il apparaît, avec d'autres personnalités des médias et des réseaux sociaux, dans le clip de la chanson Le Coach de Soprano et Vincenzo.
En septembre 2019, il collabore avec EF Education First et part dans plusieurs destinations à travers le monde avec 4 autres influenceurs.
Le 8 novembre 2019, invités par NRJ qui s'associe à Instagram, Riadh et trois autres influenceurs partent à Cannes pour les NRJ Music Awards 2019 réaliser des interviews d'artistes et partager les coulisses de la cérémonie pour le compte d’Instagram et la chaîne IGTV de NRJ. Le lendemain, il présente et commente avec Fatou Guinea, une influenceuse, les tenues des artistes présents lors de la montée des marches au Palais des festivals et des congrès de Cannes en direct sur les réseaux sociaux de NRJ.
Le 16 juillet 2020, à l'occasion de la semaine de la mode, il fait partie des invités pour assister au défilé L'amour printemps-été 2021 (restreint en raison de la crise sanitaire mondiale du Covid-19) de Simon Porte Jacquemus dans les champs de blé à Us (Val-d'Oise).
Le 19 août 2020, il joue le rôle du petit ami de la chanteuse Wejdene dans le clip de sa chanson Coco,.
Très actif sur YouTube, l'une de ses vidéos Gage extrême !!! Michou x Wejdene se classe 10e du Top 10 des vidéos françaises les plus populaires en 2020.
Dans le documentaire J'aime pas Just Riadh sur BrutX, une plateforme de vidéo à la demande lancée par le média Brut, il fait face à ses détracteurs sur les réseaux sociaux le 7 avril 2021,.
En mai 2022, il participe à la 75e édition du Festival de Cannes.
À l'occasion des Jeux olympiques d'été de Paris 2024, le 20 juillet 2024, il participe au relais de la flamme olympique à Meaux en Seine-et-Marne.

### Autres activités

#### Cinéma (en tant qu’acteur)
Il joue le rôle de Sammy dans le film 30 Jours max sorti le 14 octobre 2020.
En 2023, il obtient le premier rôle dans le film À la belle étoile et incarne le chef pâtissier français Yazid Ichemrahen, sorti le 22 février au cinéma,.

#### Télévision
Le 1er novembre 2019, il est interviewé par les journalistes de l'émission Clique dans la rubrique Clique Talk sur Canal+, où il parle de la façon dont les réseaux sociaux ont changé sa vie et de ses astuces pour gagner des abonnés.
En 2020, il apparaît en tant qu'invité dans la première saison de la série Validé de Franck Gastambide diffusée sur Canal+.
À partir du 8 octobre 2021, il incarne le personnage de Justin dans la série Stalk saison 2 sur France.tv Slash.
En avril 2022, il rejoint le casting de la saison 2 de LOL : qui rit, sort ! diffusée sur Prime Video,.
Durant l'été 2022, il participe à l'émission Pékin Express : Duos de choc où il fait équipe avec Abdallah au profit de l'association Les Déterminés. Ils abandonnent volontairement le jeu lors de la troisième étape. Ensuite, il participe, toujours sur la même chaîne, à la première saison de l’émission Les Traîtres.
En 2023, il participe à la troisième saison de Celebrity Hunted sur Prime Video.

#### Musique
Le rappeur bruxellois ICO invite Just Riadh sur ses titres Rebeu fragile (2019) et Señorita (2021).

### Actions humanitaires
Fin septembre 2018, Brut emmène 4 célèbres utilisateurs de l'application Snapchat, dont Riadh, au Bangladesh avec la Love Army qui, depuis 10 mois, poursuit son action humanitaire en venant en aide aux Rohingyas ayant fui la répression en Birmanie.
Fin 2019, il s'engage dans l'action Mobilisation Grand Froid avec d'autres personnalités aux côtés d'une quarantaine d'associations pour venir en aide aux personnes sans-abri.

## Vie privée
Le 8 décembre 2023, Riadh annonce sur son compte Instagram qu'il s'est marié à une femme dont l'identité n'a pas été dévoilée,.
Dans la nuit du 18 au 19 février 2024, il est victime d'un cambriolage au domicile de ses parents à Magny-le-Hongre en Seine-et-Marne,.
Dans une vidéo publiée sur YouTube le 29 juin 2025, il annonce que sa femme et lui sont parents pour la première fois d'un enfant nommé Issa,,.

## Distinctions
| Année | Récompenses  | Catégories                                                    | Résultat   | Réf(s) |
| ----- | ------------ | ------------------------------------------------------------- | ---------- | ------ |
| 2022  | ForYouAwards | ForYou d'Or                                                   | Nomination |        |
| 2022  | Stratégies   | Grand Prix Stratégies de l’influence : influenceur de l’année | Lauréat    | [ 43 ] |

## Filmographie
Sauf indication contraire, les informations mentionnées dans cette section peuvent être confirmées par les bases de données cinématographiques IMDb et Allociné,  présentes dans la section « Liens externes ».

### Acteur

#### Longs métrages
- 2020 : 30 Jours max de Tarek Boudali : Sammy
- 2023 : À la belle étoile de Sébastien Tulard : Yazid Ichemrahen
- 2024 : GTmax d'Olivier Schneider : Michael Carella

#### Courts métrages
- 2017 : Saïd et Paul : Les Gens sur Twitter de Paul Darbos et Saïd Bengriche (YouTube) : Riadhtheone
- 2020 : Les Sacrifiés de Jordan Pavlik (YouTube) : Sabri Djebari

#### Séries télévisées
- 2020 : Validé  : lui-même (saison 1, épisode 5)
- 2021 : Stalk : Justin (saison 2)
- 2021 : Kiffe aujourd'hui : Riad (saison 2)
- 2021 : La bonne conduite, d'Arnaud Bedouët : Nasser
- 2021 : Belle, belle, belle : Ryan

#### Télévision
- 2022 : LOL : qui rit, sort ! : participant
- 2022 : Pékin Express : Duos de choc : candidat
- 2022 : Les Traîtres : candidat
- 2023 : Celebrity Hunted
- 2024 : Aux Jeux Streamers !

#### Clips
- 2018 : Dans la zone de Yaro avec RK
- 2018 : Na Mesa de Brvmsoo[44]
- 2019 : Le Coach de Soprano avec Vincenzo[13]
- 2020 : Coco de Wejdene : le petit ami

#### Documentaire
- 2021 : J'aime pas Just Riadh sur BrutX (Brut)

## Discographie

### Collaborations
- 2019 : Rebeu fragile d’ICO avec Just Riadh[32]
- 2021 : Señorita d'ICO avec Just Riadh

### Participation
- 2020 : JMMCLV de Just Riadh dans l’émission Planète Rap de Wejdene sur la radio Skyrock[45]